# Liste der Kulturdenkmale in Chemnitz-Sonnenberg
Die Liste der Kulturdenkmale in Chemnitz-Sonnenberg ist wegen ihrer Länge in folgende Listen aufgeteilt:
- Liste der Kulturdenkmale in Chemnitz-Sonnenberg, A–H
- Liste der Kulturdenkmale in Chemnitz-Sonnenberg, I–Z